# 고담시
고담시(영어: Gotham City 고섬시티[*])는 미국 DC코믹스 사의 배트맨 시리즈에 나오는 가상의 도시이다. 고담은 "빅애플"을 애칭으로 갖는 뉴욕의 별칭이기도 하므로, 뉴욕의 도시 배경이 모티브이다.